# Hitchin
Hitchin är en stad och unparished area i grevskapet Hertfordshire i England. Staden ligger i distriktet North Hertfordshire, cirka 50 kilometer norr om centrala London och cirka 22 kilometer norr om St Albans. Tätortsdelen (built-up area sub division) Hitchin hade 34 266 invånare vid folkräkningen år 2011. Hitchin nämndes i Domedagsboken (Domesday Book) år 1086, och kallades då Hiz.